# Proceratophrys caramaschii
Proceratophrys caramaschii es una especie de anfibio anuro de la familia Odontophrynidae.

## Distribución geográfica
Esta especie es endémica del oeste de Brasil. Se encuentra en los estados de Ceará y Piauí.

## Etimología
Esta especie lleva el nombre en honor a Ulisses Caramaschi.

## Publicación original
- Cruz, Nunes & Juncá, 2012 : Redescription of Proceratophrys cristiceps (Müller, 1883)(Amphibia, Anura, Odontophrynidae), with description of two new species without eyelid appendages from northeastern Brazil. South American Journal of Herpetology, vol. 7, n.º 2, p. 110-122.[2]